# Loganiaceae
Le Loganiacee (Loganiaceae R.Br. ex Martius) sono una famiglia di piante dell'ordine Gentianales, diffuse nelle regioni tropicali ed equatoriali di tutto il mondo. Mancano completamente in Europa.

## Descrizione
La famiglia comprende specie erbacee, arbustive, arboree e rampicanti.

## Tassonomia
La classificazione tradizionale (Sistema Cronquist, 1981) assegnava alla famiglia delle Loganiacee 29 generi.
Sulla base di recenti studi filogenetici molti generi sono stati rimossi da questa famiglia e riclassificati tra le Gentianaceae, Gelsemiaceae, Plocospermataceae, Tetrachondraceae, Buddlejaceae e Gesneriaceae. Secondo la moderna classificazione APG, la famiglia comprende i seguenti generi:
- Adelphacme K.L.Gibbons, B.J.Conn & Henwood
- Antonia Pohl
- Bonyunia R.H.Schomb. ex Progel
- Gardneria Wall.
- Geniostoma J.R.Forst. & G.Forst.
- Logania R.Br.
- Mitrasacme Labill.
- Mitreola L.
- Neuburgia Blume
- Norrisia Gardner
- Orianthera C.S.P.Foster & B.J.Conn
- Phyllangium Dunlop
- Schizacme Dunlop
- Spigelia L.
- Strychnos L.
- Usteria Willd.

Il genere più noto e più ricco di specie è Strychnos, con quasi 200 specie.